# ارکیده محبوبه شب
ارکیده محبوبه شب (نام علمی: Brassavola nodosa) نام یک گونه از تبار رودرختان است.